# Kwoun Sun-tae
Đây là một tên người Triều Tiên, họ là Kwoun.
Kwoun Sun-Tae (tiếng Hàn Quốc: 권순태; phát âm tiếng Hàn Quốc: [kwʌn.sun.tʰɛ̝]; sinh ngày 11 tháng 9 năm 1984) là một cầu thủ bóng đá người Hàn Quốc. Hiện tại anh thi đấu cho Kashima Antlers.

## Sự nghiệp quốc tế
Kwoun ra mắt quốc tế cho Hàn Quốc trước Lào Ngày 3 tháng 9 năm 2015 và có một trận đấu giữ sạch lưới.

## Thống kê sự nghiệp câu lạc bộ
Cập nhật đến ngày 23 tháng 2 năm 2017.
| Thành tích câu lạc bộ | Thành tích câu lạc bộ  | Thành tích câu lạc bộ | Giải vô địch | Giải vô địch | Cúp     | Cúp       | Cúp Liên đoàn | Cúp Liên đoàn | Châu lục | Châu lục  | Tổng cộng | Tổng cộng |
| Mùa giải              | Câu lạc bộ             | Giải vô địch          | Số trận      | Bàn thắng    | Số trận | Bàn thắng | Số trận       | Bàn thắng     | Số trận  | Bàn thắng | Số trận   | Bàn thắng |
| Hàn Quốc              | Hàn Quốc               | Hàn Quốc              | Giải vô địch | Giải vô địch | Cúp KFA | Cúp KFA   | Cúp Liên đoàn | Cúp Liên đoàn | AFC      | AFC       | Tổng cộng | Tổng cộng |
| --------------------- | ---------------------- | --------------------- | ------------ | ------------ | ------- | --------- | ------------- | ------------- | -------- | --------- | --------- | --------- |
| 2006                  | Jeonbuk Hyundai Motors | K League 1            | 19           | 0            | 2       | 0         | 11            | 0             | 9        | 0         | 41        | 0         |
| 2007                  | Jeonbuk Hyundai Motors | K League 1            | 20           | 0            | 1       | 0         | 7             | 0             | 0        | 0         | 28        | 0         |
| 2008                  | Jeonbuk Hyundai Motors | K League 1            | 24           | 0            | 3       | 0         | 9             | 0             | -        | -         | 36        | 0         |
| 2009                  | Jeonbuk Hyundai Motors | K League 1            | 29           | 0            | 4       | 0         | 4             | 0             | -        | -         | 37        | 0         |
| 2010                  | Jeonbuk Hyundai Motors | K League 1            | 24           | 0            | 1       | 0         | 6             | 0             | 6        | 0         | 37        | 0         |
| 2011                  | Sangju Sangmu Phoenix  | K League 1            | 15           | 0            | 1       | 0         | 2             | 0             | -        | -         | 18        | 0         |
| Tổng cộng sự nghiệp   | Tổng cộng sự nghiệp    | Tổng cộng sự nghiệp   | 131          | 0            | 12      | 0         | 39            | 0             | 15       | 0         | 197       | 0         |

## Danh hiệu

### Câu lạc bộ
Jeonbuk Hyundai Motors
- Vô địch K League 1 (3): 2009, 2014, 2015
- Giải vô địch bóng đá các câu lạc bộ châu Á Vô địch (2): 2006, 2016

Kashima Antlers
- Siêu cúp Nhật Bản Vô địch (1): 2017